# 11304 Cowra
11304 Cowra eller 1993 DJ är en asteroid i huvudbältet som upptäcktes den 19 februari 1993 av den japanska astronomen Tsutomu Seki vid Geisei-observatoriet. Den är uppkallad efter Cowra i Australien.
Asteroiden har en diameter på ungefär 2 kilometer och den tillhör asteroidgruppen Hungaria.